# 白池鄉
白池鄉（長嶺鄉），是四川省鄰水縣下轄的一個鄉級行政單位。

## 沿革
1953年4月24日。縣政府決定将御臨鄉分劃為石埡鄉、草堰鄉、白池鄉3個鄉。1953年4月24日，從御臨鄉划出3個村，增建白池鄉人民政府(又稱長嶺鄉)，隸屬第五區()公所管轄。1955年3月，改隸第六區(九龍區)公所。1956年1月16日，白池鄉併入，白池鄉人民政府撤銷。